# Platycheirus orientalis
Platycheirus orientalis är en tvåvingeart som beskrevs av Skufjin 1992. Platycheirus orientalis ingår i släktet fotblomflugor, och familjen blomflugor.
Artens utbredningsområde är Sachalin. Inga underarter finns listade i Catalogue of Life.